# بايليول ليه بيرنيس
بايليول ليه بيرنيس (بالفرنسية: Bailleul-lès-Pernes)‏ هي بلدية تقع في إقليم باد كاليه من منطقة نور با دو كاليه في شمال فرنسا. تبلغ مساحة هذه المدينة 3.49 (كم²)، وترتفع عن سطح البحر 105 م، يبلغ عدد سكانها 367 نسمة حسب إحصاء المعهد الوطني للإحصاء والدراسات الاقتصادية سنة 2009 م. وترأس Jean Bruyant البلدية خلال فترة (2008-2014).